# Neuron ES
Neuron ES（Neuron Enterprise Search®︎）は、ブレインズテクノロジー株式会社が提供する、企業内に存在する膨大なデジタルデータの横断検索・全文検索を可能としたエンタープライズサーチ（企業内検索エンジン）である。
法人向けIT製品・サービスの比較サイト「ITトレンド」が発表する「ITトレンド年間ランキング」のエンタープライズ分野で2017年からの4年連続で1位を獲得（脚注）している他、2021年には同サイトの「ITトレンド Good Product」のエンタープライズサーチ部門とナレッジマネジメント部門で認定されている。

## 歴史
- 2012年　リリース
- 2019年　オンプレミスだけでなく、BoxやSharePoint Onlineなどのクラウド環境への対応を開始
- 2020年　無償評価版をAzure Marketplace上で公開

## 特徴
Neuron ESは、Apache Solrを活用した検索エンジンである。検索毎にリポジトリを参照するのではなく、事前にクローリングを行い情報をインデックスしているため、膨大な文書ファイルの検索を高速で行うことが可能。またサムネイル表示やプレビュー機能によって、視覚的に文書検索を行えるほか、絞り込み検索や関連キーワードのレコメンド機能などを持つ。